# Tomasz Laskowski
Tomasz Laskowski (ur. 1 lutego 1972) – polski siatkarz, przyjmujący. W polskiej Ekstraklasie zawodnik Czarnych Radom i Stolarki Wołomin.